# 同和生命保険
同和生命保険株式会社（どうわせいめいほけん、以下「同和生命」）は、1996年～2001年に存在した生命保険会社である。

## 概説
損害保険大手の同和火災海上保険（後のニッセイ同和損害保険。現：あいおいニッセイ同和損害保険・MS&ADインシュアランスグループホールディングス傘下）を親会社とし、規制緩和による生損保相互乗り入れにより、1996年（平成8年）8月8日を創立日として誕生した。
設立当初は本社機能を聖路加タワーに構えていたが、その後、東京都中央区新川の新川K・Tビルに移転。
2001年3月の同和生命の会社清算まで使用された。また、同和生命の清算後１年間は、後述の引き続き日本生命の移転契約事務センターとして継続して使用された。
契約管理の基幹となるシステムは、KLIP（クリップ）と呼称されるシステムを採用している。
このKLIPという言葉自体は、生保子会社の設立準備を進めていた損保会社（生保子会社設立後は生保会社）共同のプロジェクト名（共同生保プロジェクト＝Kyodou Life Insurance Project）である。
KLIPでは利用するシステムの検討段階で、東京海上と富士通が共同でパッケージ化した生保システムを採用しているが、これが後にKLIPシステムと呼称されることになる。
システム自体は、生保子会社の設立準備を進めていた東京海上が平和生命保険の基幹システムをベースに富士通と共同で開発していたものとなる。
パッケージ化されたシステムありきで事務設計もおこなわれたため、プロジェクトとしてのKLIPに参加していた損保系生保子会社の７社（同和生命、共栄火災しんらい生命、興亜火災まごころ生命、大東京しあわせ生命、千代田火災エビス生命、日動生命、富士生命）、および、パッケージ提供元である東京海上あんしん生命は、事務面およびシステム面において関係が深くなった。
会社業績そのものは単年度で黒字化目前と順調に推移していたが、親会社である同和火災が日本生命保険との業務提携により日本生命グループ入りし、さらには、ニッセイ損害保険と合併することが決定される。
それに連動する形で、同和生命は清算されることとなった（同和生命自体は経営破綻したわけではない）。
2001年3月末をもって同和生命は清算され、同和生命が保有していた生命保険契約は2001年4月より、すべて日本生命に移管（包括移転）された。
その後の契約の手続は、日本生命に専用部署（移転契約事務センター）が設けられ、専用フリーダイヤルおよび郵送での手続きとなる。（他の日本生命の契約のようなインターネットでの手続きなどは対象外となっている。）